# Schweinebrucellose

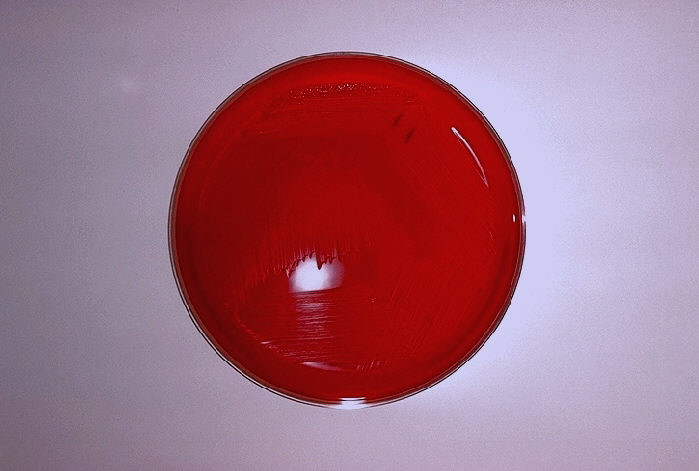
Zellkultur von Brucella suis

Die Schweinebrucellose ist eine Deckseuche von Schweinen, die vom Bakterium Brucella suis aus der Gattung Brucella verursacht wird. Auch für Brucella abortus (Rinderbrucellose) und Brucella melitensis (Schaf- und Ziegenbrucellose) ist das Schwein als Nebenwirt empfänglich, zeigt aber kaum klinische Symptome.

## Epidemiologie
Die Biovare von B. suis unterscheiden sich deutlich in ihrer Virulenz für den Menschen. Biovar 2 verfügt über die geringste Virulenz für Menschen. Biovar 1 kommt weltweit vor, Biovar 2 nur in Europa und Biovar 3 in Amerika und Südostasien. Biovar 2 hat als Hauptwirt neben dem Schwein den Feldhasen (Hasenbrucellose), der eine bedeutende Naturherdinfektionsquelle darstellt. Auch Wildschweine stellen eine wichtige Infektionsquelle für Schweinebestände dar.

## Klinik
Auffällig wird der Befall eines Bestandes durch gehäuftes Umrauschen der Sauen, Aborte und Geburt lebensschwacher Ferkel. Infizierte Eber übertragen den Erreger während des Deckakts. Oft entwickeln sie eine einseitige Hodenentzündung. Durch die Manifestation des Erregers in Knochen, Gelenken und Sehnenscheiden kommt es zu Lahmheiten. Die meisten Veränderungen konzentrieren sich auf den Geschlechtsapparat: Abszesse und jauchige Veränderungen in der Gebärmutter von Sauen. Aber auch in anderen Organen und an den Zwischenwirbelscheiben finden sich Veränderungen.

## Diagnose
Die Erreger lassen sich per Serumlangsamagglutination (SLA) und Komplementbindungsreaktion (KBR) im Serum nachweisen. Die Nachweissicherheit von B. suis in vitro ist geringer als bei den anderen Brucella-Arten, weshalb sich häufiger Tierversuche mit Meerschweinchen empfehlen. Bei Schweinen ist der Brucellintest, ein allergischer Intrakutantest, weit verbreitet.

## Tierseuchenbekämpfung
Die Brucellose ist eine Anzeigepflichtige Tierseuche und eine sehr gefährliche Zoonose. Die Durchführung serologischer Untersuchungen ist im EU-Recht geregelt. Die Bekämpfung ist in Deutschland in der Brucellose-Verordnung geregelt. Behandlungen und Impfungen sind verboten. Naturherde von Feldhasen und Wildschweinen müssen in Betracht gezogen werden.